# Prologica CP-200
Prologica CP-200 (CP-200) је био кућни рачунар фирме Prologica који је почео да се производи у Бразилу од 1982. године.
Користио је Z80A као микропроцесор. RAM меморија рачунара је имала капацитет од 16 KB. 

## Детаљни подаци
Детаљнији подаци о рачунару CP-200 су дати у табели испод.
|                       |                                                           |
| [ 1 ]                 |                                                           |
| Произвођач            |                                                           |
| Тип                   | кућни рачунар                                             |
| Меморија              | 16 KB                                                     |
| Поријекло             | Бразил                                                    |
| Година                | 1982                                                      |
| Тастатура             | 43-тастера, гумена тастатура                              |
| Процесор              |                                                           |
| Фреквенција процесора | 3,25                                                      |
| RAM                   | 16 KB                                                     |
| ROM                   | 8 KB                                                      |
| Текст                 | 32 знакова x 24 линије                                    |
| Графика               | 64 x 44 тачака                                            |
| Боја                  | једна боја                                                |
| Звук                  | нема звука                                                |
| Димензије             | око 18 (ширина) x 10 (дубина) x 3 (висина) инча / 2 фунте |
| Портови               |                                                           |
| Оперативни систем     |                                                           |